# Papyrus 115
Papyrus 115 (nummering Gregory-Aland), {\displaystyle {\mathfrak {P}}}115, of (P. Oxy. 4499) is een gefragmenteerd deel van een handschrift van papyrus van het Griekse Nieuwe Testament. Het bestaat uit 12 fragmenten van een codex die delen bevat van de Openbaring van Johannes. Het wordt gedateerd in de derde eeuw, ca. 225-275. Bernard Pyne Grenfell en Arthur Surridge Hunt hebben de papyrus in Oxyrhynchus, Egypte ontdekt.
Papyrus 115 werd pas aan het eind van de twintigste eeuw ontcijferd en gepubliceerd. Het wordt bewaard in het Ashmolean Museum in Cambridge.

## Beschrijving
Oorspronkelijk had de codex 33-36 regels per bladzijde van 15,5 cm bij 23,5 cm. De overgebleven tekst bevat: 2:1-3, 13-15, 27-29; 3:10-12; 5:8-9; 6:5-6; 8:3-8, 11-13; 9:1-5, 7-16, 18-21; 10:1-4, 8-11; 11:1-5, 8-15, 18-19; 12:1-5, 8-10, 12-17; 13:1-3, 6-16, 18; 14:1-3, 5-7, 10-11, 14-15, 18-20; 15:1, 4-7.
Het handschrift is getuige van de Alexandrijnse tekst. Papyrus 115 komt overeen met de Codex Alexandrinus en de Codex Ephraemi Rescriptus.
Een interessante variant van Papyrus 115 is dat het in 13:18 het Getal van het Beest geeft als chi-iota-stigma (ΧΙϚ), 616, zoals de Codex Ephraemi Rescriptus, in plaats van de meerderheidslezing van 666 (chi, ksi, stigma: ΧΞϚ).
De nomina sacra, de godsnamen, worden afgekort (ΙΗΛ ΑΥΤΟΥ ΠΡΣ ΘΩ ΘΥ ΑΝΩΝ ΠΝΑ ΟΥΝΟΥ ΟΥΝΟΝ ΚΥ ΘΝ ΑΝΟΥ ΟΥΝΩ).